# Sterope (Tochter des Pleuron)
Sterope (altgriechisch Στερόπη Sterópē, deutsch ‚Blitz‘) ist in der griechischen Mythologie eine Tochter des Pleuron, des mythischen Gründers der gleichnamigen Stadt, und der Xanthippe.
Sie war die Schwester von Agenor, Stratonike und Laophonte.